# Lampert von Hersfeld
Lampert von Hersfeld (lateinisch: Lambertus Hersfeldensis; in älterer Literatur auch Lambert oder auch Lambrecht von Aschaffenburg; * vor 1028 vermutlich in Franken; † zwischen 1082 und 1085 vermutlich in Hersfeld) war ein Geschichtsschreiber und erster Abt des Klosters Hasungen.

## Leben und Werk
Die Biographie des Lampert ist nur aus Andeutungen bekannt, die er selbst in seinem Werk gemacht hat.
Lampert von Hersfeld wurde vor 1028 vermutlich in Franken als Sohn einer wohlhabenden Familie geboren. Seine Ausbildung zum Mönch erhielt er wohl in Bamberg von Erzbischof Anno II. von Köln, zeitgleich mit dem späteren Domscholaster Meinhard von Bamberg. Als Mönch trat er am 15. März 1058 in das Benediktinerkloster Hersfeld ein und erhielt am 16. September 1058 von Erzbischof von Mainz Luitpold in Aschaffenburg die Priesterweihe.
Im gleichen Jahr machte er eine Pilgerreise nach Jerusalem. Am 17. September 1059 kam er von dort wieder zurück.

### Erste Werke
Die Lebensbeschreibung des heiligen Lul, Vita Lulli war sein erstes Werk. Durch sein Wirken in der Hersfelder Klosterbibliothek und der Klosterschule erwarb er sich hohe Verdienste. Es ist wahrscheinlich, dass er zumindest zeitweise Scholaster an der Schule war.
Im Jahr 1071 hielt er sich für einige Wochen im Kloster Siegburg und Saalfeld auf, um sich mit den Klosterreformen (Cluniazensische Reform) zu befassen. Er war überzeugter Anhänger der Benediktinerregel und Gegner des Reformmönchtums.
Sein zweites Werk, wohl um 1073 verfasst, war ein Gedicht in Hexametern und ist verloren. Es enthielt unter anderem die jüngste Geschichte des Klosters Hersfeld. Eine Hersfelder Klostergeschichte (Libellus de institutione Herveldensis ecclesiae), sein drittes Werk, ist nur fragmentarisch erhalten.

### Die Annales
Mit den Annalen entstand 1078/1079 sein viertes und letztes Werk und zugleich das Hauptwerk. Es behandelt die Geschichte der Welt von den Anfängen bis 1077, jedoch ist nur die Zeit ab 1040 von Lambert eigenständig geschrieben worden. Ab 1069 erreicht die Darstellung eine geradezu epische Breite. Die Deutlichkeit, die Schreibart und die geschickte Anordnung zeichnen diesen Abschnitt aus und stellen einen Höhepunkt der Geschichtsschreibung des 11. Jahrhunderts dar.

### Letzte Jahre und Tod
Er war ein überzeugter Gegner von Heinrich IV., was vermutlich der Grund seines Wechsels im Jahre 1077 von Hersfeld zum Stift Hasungen (heute bei Zierenberg, Stadtteil Burghasungen) war. Er wandelte es auf Wunsch der Kanoniker zum Benediktinerkloster um. Mit der Einführung der Hirsauer Reform (Hirsau) 1081 brachte er dies zum Abschluss und wurde erster Abt von Hasungen.
Vermutlich starb er kurze Zeit nach seiner Weihe zum Abt im Jahr 1082, spätestens aber 1085, auch der Ort ist nicht sicher. Vieles spricht für das Kloster Hersfeld, aber auch das Kloster Saalfeld kommt in Frage.

## Nachwirkung der Werke Lamperts
Die Annalen wurden in den neunziger Jahren des 11. Jahrhunderts von zwei Mönchen, dem unbekannten Verfasser des Liber de unitate ecclesiae und von Ekkebert in der Vita Haimeradi, verwendet. Bis in die Zeit der Humanisten sind sie jedoch wenig benutzt worden. Der Erstdruck erfolgte 1525 durch Kaspar Currer bei Ulrich Morhart in Tübingen. Lamperts Vita Lulli lässt sich jedoch noch bis in das 14. Jahrhundert verfolgen und wird wohl auch weiterhin in der Klosterbibliothek geblieben sein.
Die ältere Forschung hat Lamperts Zuverlässigkeit häufig in Zweifel gezogen. Als Anhänger des Papstes habe es ihm an Objektivität gefehlt, was besonders deutlich bei der Darstellung des Investiturstreits zu beobachten sei.
Seine Darstellung und Bewertung von Heinrichs Gang nach Canossa hat lange Zeit sowohl die ältere Forschung als auch die allgemeine Einschätzung (siehe Reichskanzler Otto von Bismarck in seiner Rede vor dem Reichstag am 14. Mai 1872: „Seien Sie außer Sorge, nach Canossa gehen wir nicht – weder körperlich noch geistig.“) geprägt.
Das lange umstrittene Werk ist vor allem durch die Untersuchungen des Historikers Tilman Struve in seinen Eigenarten erkannt worden. Dem konservativen Lampert ging es um die Erhaltung der alten, christlich-monastischen und politischen Werte, die er in der Regierungszeit Heinrichs III. noch verkörpert sah. Seine Annalen schloss er 1077 mit der Wahl Rudolfs von Rheinfelden zum König und demonstrierte damit die Wiederdurchsetzung seiner Ideale, denen Heinrich IV. so gar nicht entsprach.
In der Walhalla ist ihm unter dem Namen Lambrecht von Aschaffenburg die Gedenktafel Nr. 43 gewidmet.

## Editionen

### Vita Lulli archiepiscopi Mogontiacensis
Lateinisch
- Oswald Holder-Egger (Hrsg.): Scriptores rerum Germanicarum in usum scholarum separatim editi 38: Lamperti monachi Hersfeldensis Opera. Anhang: Annales Weissenburgenses. Hannover 1894, S. 305–340 (Monumenta Germaniae Historica, Digitalisat)

Deutsch
- Michael Fleck (Hrsg.): Das Leben des heiligen Lullus. Marburg 2007, ISBN 3-7708-1308-1.

### Libellus de institutione Herveldensis ecclesiae
Lateinisch
- Oswald Holder-Egger (Hrsg.): Scriptores rerum Germanicarum in usum scholarum separatim editi 38: Lamperti monachi Hersfeldensis Opera. Anhang: Annales Weissenburgenses. Hannover 1894, S. 341–354 (Monumenta Germaniae Historica, Digitalisat)

### Annalen
Lateinisch
- Oswald Holder-Egger (Hrsg.): Scriptores rerum Germanicarum in usum scholarum separatim editi 38: Lamperti monachi Hersfeldensis Opera. Anhang: Annales Weissenburgenses. Hannover 1894, S. 1–304 (Monumenta Germaniae Historica, Digitalisat)

Deutsch
- Annalen. Neu übersetzt von Adolf Schmidt. Erläutert von Wolfgang Dietrich Fritz. 4., gegenüber der 3. um einen Nachtrag erweiterte Auflage. Wissenschaftliche Buchgesellschaft, Darmstadt 2000, ISBN 3-534-00176-1.
- L. F. Hesse: Die Jahrbücher des Lambert von Hersfeld. (= Geschichtschreiber der deutschen Vorzeit. 43). 2. Auflage 1884, 1855 (Digitalisat), 5. Auflage 1939, Neudruck 2012. Digitalisat